# Encyclopaedia Metallum
Encyclopaedia Metallum: The Metal Archives, ou simplement The Metal Archives, est un site web spécialisé dans le heavy metal et ses sous-genres. Il liste principalement des groupes de musique metal avec leur historique, leur discographie, leurs membres, etc.
Ce site web regroupe tous les genres de metal qui descendent directement du heavy metal (et fait donc exception du metal industriel, du nu metal et parfois du metalcore/deathcore) et quel que soit le degré de notoriété, du groupe mondialement connu aux groupes de la scène underground.

## Histoire
L'Encyclopaedia Metallum est lancé le 17 juillet 2002, par deux canadiens originaires de Montréal, qui utilisent les pseudonymes de HellBlazer et Morrigan. Le site web est initialement lancé le 7 juillet 2002, avec la présentation d'un premier groupe, Amorphis. Le 13 novembre 2014, le nombre de groupes listés dans la base de données atteint les 100 000.
En 2021, le site web remplace toutes ses photos de groupe par des photos de chats,. Ce poisson d'avril finit par devenir très populaire sur le site et à l'étranger, leur trafic web ayant plus que doublé, et a conduit au lancement d'une version permanente du site consacrée aux chats.
En 2022, le site annonce qu'il va supprimer les genres afin de simplifier et d'éviter la confusion, affirmant que les genres de nombreux groupes sont presque impossibles à cerner. Ils ont également mentionné que tout utilisateur qui utiliserait le mot « djent » serait banni du site et des forums. En 2023, il est annoncé qu'un système d'intelligence artificielle a été mis en place pour vérifier si un groupe est du metal ou non. Cependant, ce système a déterminé que les groupes de black metal n'étaient pas du metal, lorsqu'ils étaient analysés scientifiquement. Le site web a supprimé de nombreux groupes populaires de black metal de ses archives pendant la journée.

## Règles
Encyclopaedia Metallum fixe des règles très strictes concernant l'acceptation des groupes. Le site accepte seulement les groupes qui sont considérés comme « assez metal » sauf rares exceptions, comme certain projets parallèles de personnalités importantes issues de la scène metal (exemple : Pain). Ainsi, des groupes qui ont été refusés dans un premier temps ont été acceptés dans un deuxième temps et vice-versa. Pour qu'un groupe soit admis, il faut que le groupe ait sorti au moins un album considéré totalement comme metal sans incertitude avec preuve. Ainsi, les modérateurs acceptent par exemple des groupes qui ne jouent plus metal mais qui en jouaient auparavant comme Def Leppard. Les groupes de nu metal sont refusés (tels que Limp Bizkit et Korn) sauf exception comme Soulfly (en raison d'au moins un album).

## Accueil
Encyclopaedia Metallum a été décrite par Matt Sullivan du Nashville Scene comme « la base de données centrale d'Internet pour tout ce qui est 'tr00' dans le monde du metal. » Le magazine Terrorizer a décrit le site comme « liste exhaustive d'à peu près tous les groupes de metal, avec des discographies complètes, un forum actif et une liste de membres interconnectés qui montre la beauté toujours incestueuse de la scène du metal. » Néanmoins, il existe des exceptions pour les groupes qui relèvent de genres contestés et non acceptés par le site.